# Schlossstraße 22 (Korschenbroich)

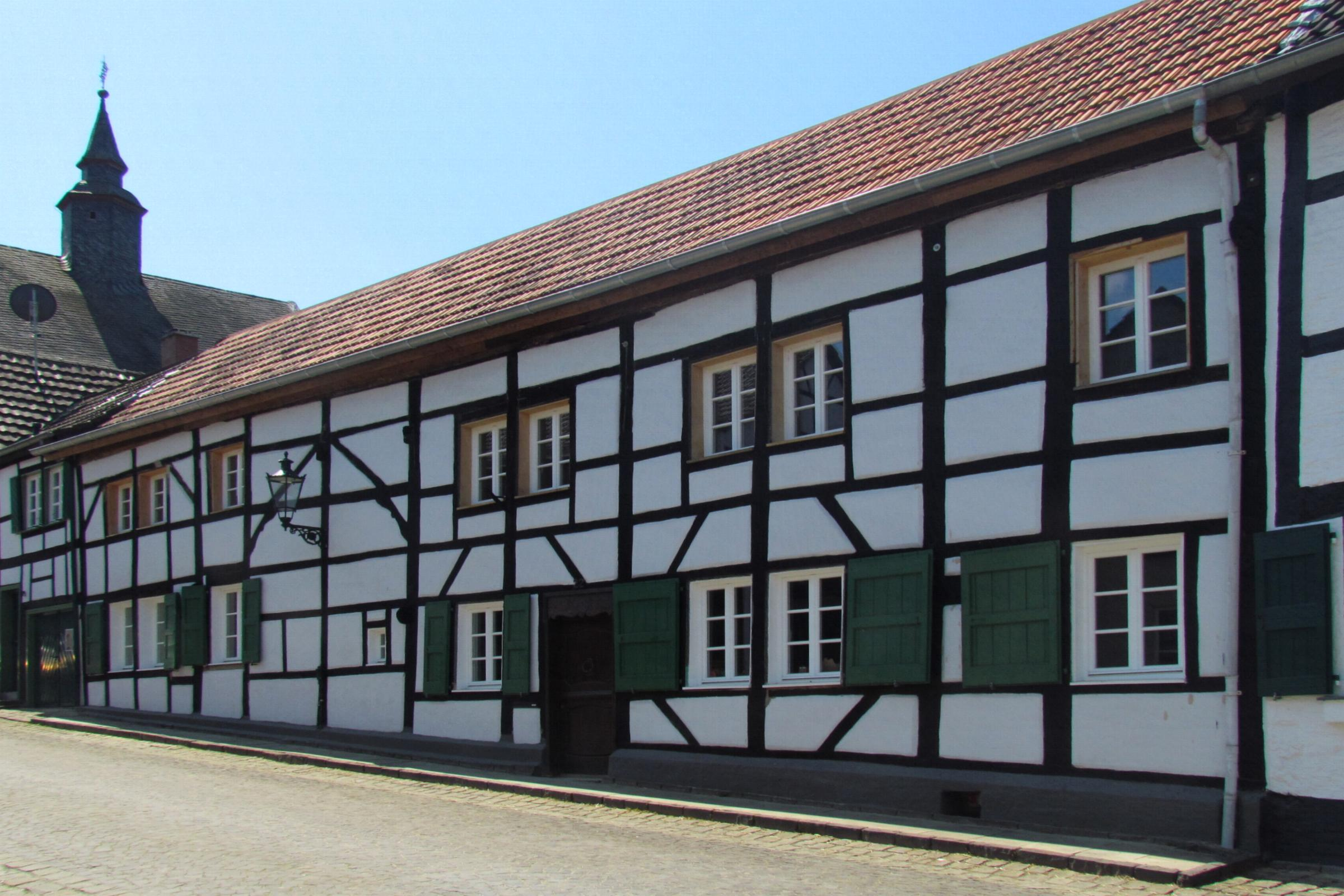
Fachwerkwohnhaus

Das Fachwerkwohnhaus Schlossstraße 22 steht im Stadtteil Liedberg in Korschenbroich im Rhein-Kreis Neuss in Nordrhein-Westfalen.
Das Haus wurde 1741 erbaut und unter Nr. 133 am 9. Juni 1987 in die Liste der Baudenkmäler in Korschenbroich eingetragen.

## Architektur
Bei dem Denkmal handelt es sich um ein zweigeschossiges traufenständiges Fachwerkwohnhaus. Der alte noch erhaltene Türsturz enthält als Datierung des Gebäudes auf das Jahr 1741. Das Wohnhaus Nr. 22 bildete früher mit dem heute getrennt genutzten Haus Nr. 24 eine Einheit. Das Haus „Schlossstraße 22“ stellt als Bestandteil des denkmalwerten Ensembles des alten historischen Marktes ein Denkmal dar. Liedberg und insbesondere auch der noch vorhandene Markt haben für die Stadtgeschichte von Korschenbroich heimatgeschichtliche Bedeutung.